# Jean Trouillard
Jean Trouillard (Niort, 12 décembre 1907 - Niort, 20 novembre 1984) est un professeur de théologie et de philosophie français, historien de la philosophie, spécialiste du néoplatonisme, notamment de Plotin puis de Proclus.

## Biographie
Né en 1907 à Niort, Jean Trouillard entre au Séminaire d'Issy les Moulineaux en 1925 après ses études secondaires. Il est ordonné prêtre le 28 juin 1930. Admis dans la Compagnie des Prêtres de Saint Sulpice, il commence des études de philosophie à la Sorbonne et à l'Institut catholique de Paris (1931-1933). Marqué par l'œuvre de Maurice Blondel, il enseigne la philosophie thomiste et l'histoire de la philosophie tout d'abord aux Séminaires de Versailles (1933-1936), de Rodez (1936-1938) et de Bourges (1939-1956). En 1955, il soutient ses deux thèses de philosophie sur Plotin (Thèse principale : La purification plotinienne; thèse secondaire : La procession plotinienne). En 1956 il est nommé professeur à l'Université Catholique d'Angers et en 1959 à l'Institut Catholique de Paris, où il enseigne jusqu'à sa retraite. En 1984, atteint par une grave maladie, il retourne dans sa famille à Niort où il meurt au mois de novembre.

## Œuvre
Marqué par la pensée de Maurice Blondel et de Léon Brunschvicg, Jean Trouillard va s'intéresser au rapport entre la pensée et la condition inconditionnée de celle-ci. C'est donc tout naturellement qu'il va lire les Ennéades de Plotin, puis Proclos, en suivant ce fil conducteur chez des philosophes hellénistiques marqués par l'ineffable. La question de l'Un et de l'Être, ainsi que de leur prééminence se trouve posée dans ces philosophies, dont on sait qu'elles ont pour l'Un une affection particulière.		 
Sa thèse principale, La purification plotinienne, est rééditée en 2011 aux Editions Hermann, avec une préface de Jean-Michel Le Lannou. 		 
Après ses thèses sur Plotin, J. Trouillard va publier un travail suivi sur Proclus (ou Proclos) :
- Proclos, Éléments de Théologie, Paris, Aubier, 1965
- L'Un et l'Âme selon Proclos, Paris, les Belles lettres, 1972
- La Mystagogie de Proclos, Paris, les Belles lettres, 1982

À la fin de sa vie, il s'intéressait beaucoup à la pensée de Jean Scot et préparait un ouvrage sur cet auteur, travail interrompu par son décès en 1984. Un volume, Jean Scot Erigène, études, est édité par F. Berland aux Editions Hermann en 2014. Un grand nombre de ses articles est réuni dans le volume Raison et mystique, préface de J.-M. Narbonne, aux Editions du Cerf, en 2016.